# Erin Houchin

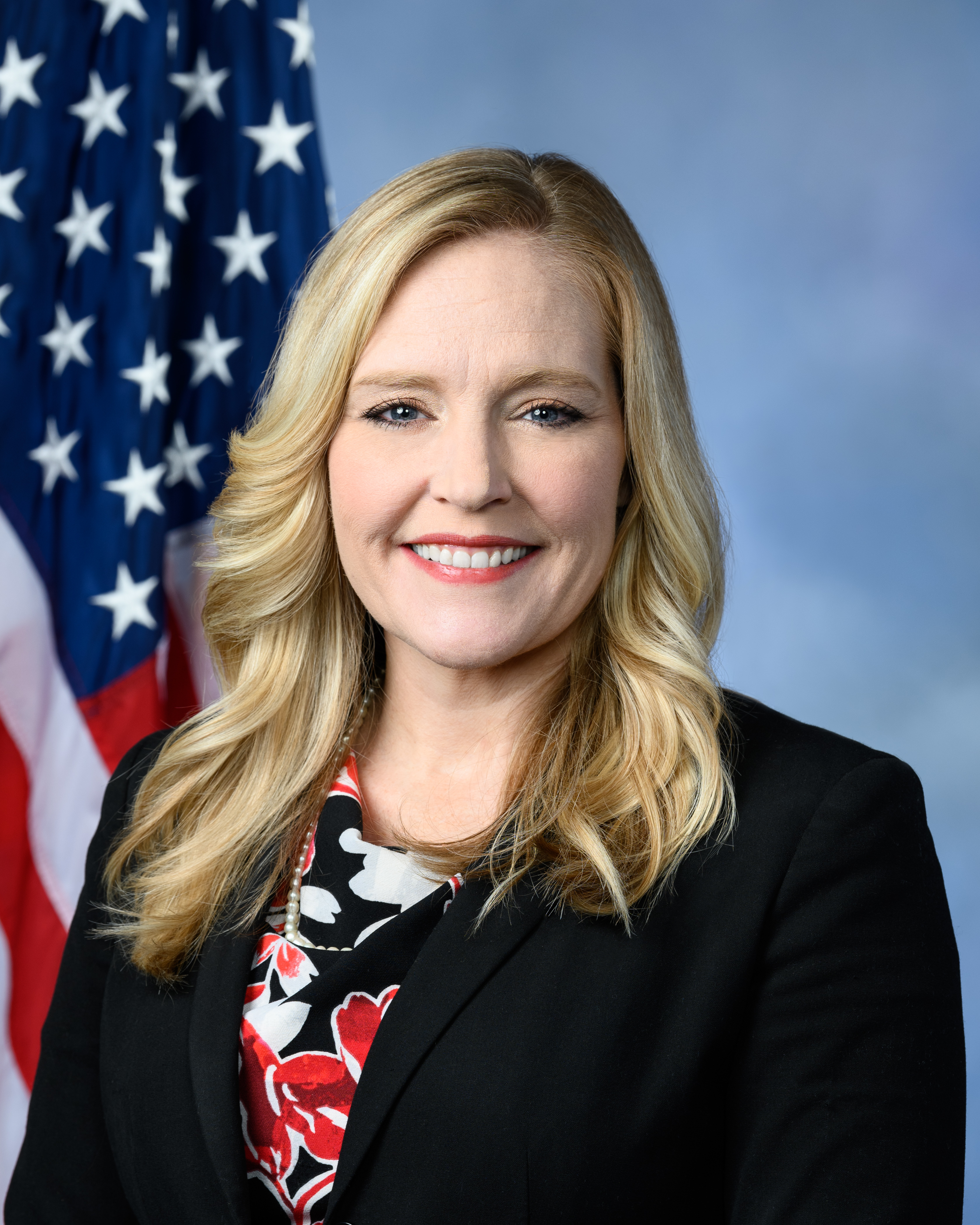
Erin Houchin (2023)

Erin Suzanne Houchin (geb. Mount; * 24. September 1976 in Scottsburg, Indiana) ist eine US-amerikanische Politikerin, die als Mitglied der Republikanischen Partei seit 2023 den Bundesstaat Indiana im Repräsentantenhaus der Vereinigten Staaten für den neunten Distrikt vertritt. Zuvor hatte sie von 2014 bis 2022 den 47. Sitz im Senat von Indiana inne.

## Persönliches Leben
Houchin erwarb einen Bachelor of Arts in Psychologie an der Indiana University Bloomington und einen Master of Arts in Politikmanagement an der George Washington University.
Houchins Ehemann Dustin ist Staatsanwalt für den Washington County. Das Paar hat drei Kinder. Dustin Houchin kandidierte 2022 für ein Richteramt am Washington County Superior Court. Houchin ist protestantisch.

## Politische Karriere
Houchin arbeitete als Außendienstmitarbeiterin für den Senator Dan Coats. Sie wurde 2014 zum ersten Mal in den Senat von Indiana gewählt und besiegte in der Wahl den amtierenden Richard D. Young. Sie kandidierte bei den Wahlen zum Repräsentantenhaus der Vereinigten Staaten 2016 für den neunten Kongressbezirk von Indiana und verlor die republikanische Vorwahl an Trey Hollingsworth.

### Repräsentantenhaus der Vereinigten Staaten

#### Wahlen
Am 13. Januar 2022, einen Tag nachdem Hollingsworth angekündigt hatte, dass er nicht zur Wiederwahl kandidieren werde, gab Houchin ihre Kandidatur für die Wahlen 2022 bekannt. Am 29. Januar 2022 gab Houchin bekannt, dass sie am 4. Februar aus dem Senat von Indiana zurücktreten werde, um sich auf ihre Bewerbung um den Kongress zu konzentrieren. Sie gewann die republikanische Vorwahl und die allgemeinen Wahlen am 8. November.
Sie trat bei der Kongresswahl 2024 zur Wiederwahl an und bezwang in der Vorwahl den Herausforderer Hugh Doty mit 79,8 %. In der Hauptwahl erhielt sie 64,5 % der Stimmen und setzte sich do gegen den Demokraten Timothy Peck durch. Ihre Legislaturperiode im aktuellen 119. Kongress dauert damit bis zum 3. Januar 2027.

#### Caucus memberships
- Republican Main Street Partnership[19]